# Especie tipo

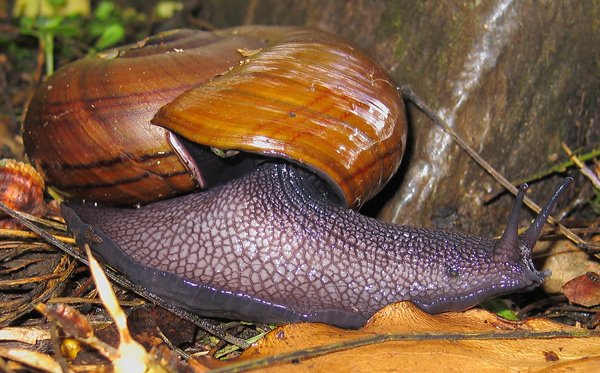
Powelliphanta hochstetteri es la especie tipo del género Powelliphanta, que incluye alrededor de otras veinte.

En la nomenclatura zoológica, una especie tipo (species typica) es el nombre de una especie con el que se considera que el nombre de un género o subgénero está asociado taxonómicamente de forma permanente, es decir, la especie que contiene el o los especímenes de tipo biológico. Un concepto similar se utiliza para los grupos supragénicos, al que se denomina género tipo.
En la nomenclatura botánica, estos términos no tienen una posición formal en el código de nomenclatura, pero a veces se toman prestados de la nomenclatura zoológica. En botánica, el tipo de nombre de un género es un espécimen que también es el tipo de nombre de una especie. El nombre de la especie que tiene ese tipo también puede denominarse como el tipo del nombre del género. Los nombres de los rangos de género y de familia, las diversas subdivisiones de esos rangos y algunos nombres de rango superior basados en nombres de género, tienen esos tipos.
En bacteriología cada género debe tener asignado una especie tipo.
Cada género o subgénero nombrado en zoología, sea o no reconocido actualmente como válido, está teóricamente asociado a una especie tipo. En la práctica, sin embargo, hay especies tipo pendientes de asignar a géneros  definidos en publicaciones anteriores al establecimiento del requisito de especificar un tipo.